# 喬治·海耳
喬治·埃勒里·海耳（1868年6月29日—1938年2月21日），美国天文學家。

## 生平
1868年出生於美國芝加哥，父親是製造電梯的實業家。
他曾於麻省理工學院、哈佛大學天文台（1889-1890）及柏林（1893-1894）接受教育。當他仍是麻省理工學院大學生時，便已發明太陽單色光照相儀（spectroheliograph），並以此發現太陽表面的渦流（solar vortices）及太陽黑子的磁場。
1890年，他出任凯伍德天文台台長，1893-1905年出任芝加哥大學教授，他也是《天文與天體物理學報》（Astronomy and Astrophysics）編輯（1892-1895年）及《天文物理學報》（Astrophysical Journal，1895年起）的創刊編輯。“天文物理”（Astrophysics）這個詞語，便是由他所創的。
他擅長向富商籌集經費，並曾促成三個大型天文台的成立，並安裝當時最先進的儀器，包括擁有全世界最大口徑折射望遠鏡的葉凱士天文台（他於1895年至1905年出任該台的台長）及威爾遜山天文台（於1904年至1923年出任該台台長）。在威爾遜山天文台工作期間，他聘用了沙普利和哈勃兩位後來有名的天文學家。1928年，海耳又獲得洛克菲勒基金會600萬美元捐款，興建帕洛馬山天文臺，並安裝一台口徑200英吋的反射望遠鏡，為當時全球最大的望遠鏡，此望遠鏡由加州理工學院管理，海耳對該校的發展上亦擔當過重要角色，令它成為頂尖的研究大學。1969年，帕洛马山天文台和威尔逊山天文台合并，命名为海耳天文台。

## 榮譽
獎項
- 亨利·德雷伯獎章，1904年
- 英國皇家天文學會金質獎章，1904年
- 布鲁斯奖，1916年
- 让森奖章，1917年
- 伽利略奖，佛羅倫斯，1920年
- Actonian Prize，1921年
- 科普利獎章，1932年

（註：海耳曾多次被提名角逐諾貝爾奬，但從未得獎。）
以他的名字來命名的物件
- 帕洛馬山天文臺的海爾望遠鏡
- 22年的太陽周期海耳周期（雙黑子週期）
- 小行星(1024) 海耳
- 月球及火星上的環形山

## 外部連結
- 簡歷
- Bruce Medal page（页面存档备份，存于）
- Awarding of the Bruce Medal: PASP 28 (1916) 12（页面存档备份，存于）
- Awarding of the RAS gold medal: MNRAS 64 (1904) 388（页面存档备份，存于）

### 訃聞
- ApJ 87 (1938) 369（页面存档备份，存于）
- JRASC 32 (1938) 192（页面存档备份，存于）
- MNRAS 99 (1939) 322（页面存档备份，存于）
- PASP 50 (1938) 156（页面存档备份，存于）